# Euowenia
Euowenia — вимерлий рід Diprotodontia, який існував від пліоцену до верхнього плейстоцену. Важила приблизно 500 кг. Евовенія відома лише з трьох місць на материковій частині Австралії, Шиншила у Квінсленді, Менінді в Новому Південному Уельсі та формації Тірарі на річці Уорбертон в басейні озера Ейр.